# Baby Ford
Peter Ford, besser bekannt als Baby Ford, ist ein britischer DJ und Musikproduzent und hatte maßgeblichen Anteil an der Entwicklung von Acid House. Er veröffentlichte auch unter verschiedenen Pseudonymen, wie z. B. Cassino Classix, El Mal, Solcyc und Simprini Risin.

## Leben
Ford wurde durch die Musiker Marshall Jefferson, Ron Trent, Armando und Larry Heard aus Chicago beeinflusst. Er war einer der Gründer der Acid-House-Bewegung in der britischen Clubszene. Sein erstes Release erschien auf dem Plattenlabel Rhythm King und beinhaltete die Club-Tracks Oochy Koochy und Chikki Chikki Ahh Ahh. Beide Tracks wurden in verschiedenen Variationen gemixt und waren stark beeinflusst von der aufkeimenden Acid-House-Szene.
Das zweite Album Ooh the World of Baby Ford, das drei Singles beinhaltete, war mit Children of the Revolution am erfolgreichsten. Damit gelang ihm ein weltweiter Club-Hit.
Mit dem BFORD9 Longplayer im Jahre 1992 ging er neue Wege und orientierte sich mehr am Minimal Techno, den er mit Trance-Einflüssen variierte. Durch die Zusammenarbeit mit Mark Broom vertiefte er seine Erfahrungen in der minimalistischen elektronischen Tanzmusik. Als Ergebnis erschien die CD Ifach Vol. 1. Gemeinsam mit Klaus Kotai und Jochen Bader entstand 1997 das Projekt Birds, das eine Single und ein Album auf dem Label PAL SL veröffentlichte. Mit Kotai veröffentlichte er 2000 unter dem Namen Midnight Caller eine EP auf Elektro Music Department.
In seiner Karriere hat er auf verschiedenen Plattenlabels wie zum Beispiel Sire oder Insumision/Transglobal veröffentlicht. Zudem war er am Management der beiden Labels Trelik Records und Ifach Records beteiligt. Ford Trax wurde in die Wire-Liste The Wire’s „100 Records That Set the World on Fire (While No One Was Listening)“ aufgenommen.

## Diskografie

### Alben
- 1988: Ford Trax (Rhythm King, BFORD3)
- 1989: Oooh, the World of Baby Ford (Sire, BFORD5)
- 1992: BFord9 (Sire Records)
- 1997: Headphoneasyrider (Blackmarket Records, BFORD12)
- 2001: Sacred Machine (Klang Elektronik)
- 2003: Basking in the Brakelights (EFA)

### Singles & EPs (BFORD Releases 1–15)
- 1988: Oochy Koochy (Rhythm King, BFORD1)
- 1988: Chikki Chikki Ahh Ahh (Rhythm King, BFORD2)
- 1989: Children of the Revolution (Rhythm King, BFORD4)
- 1990: Beach Bump (Rhythm King, BFORD6)
- 1990: Change (Rhythm King, BFORD7)
- 1992: In Your Blood (Rhythm King, BFORD8)
- 1992: Fetish (Rhythm King, BFORD10)
- 1992: Move-On (Sire US, US-only release)
- 1996: Slow Hand (PAL-SL 1, BFORD11)
- 1997: Now and Then / Tall Storey (Soure Records, BFORD13)
- 1998: Night D3 Died EP (PAL-SL 4, BFORD14)
- 1999: Normal EP (Rephlex Records, BFORD15)